# Compsomyiops melloi
Compsomyiops melloi är en tvåvingeart som beskrevs av Dear 1985. Compsomyiops melloi ingår i släktet Compsomyiops och familjen spyflugor. Inga underarter finns listade i Catalogue of Life.